# Ier Congrès du Parti communiste roumain
 (juin 2024).
Si vous disposez d'ouvrages ou d'articles de référence ou si vous connaissez des sites web de qualité traitant du thème abordé ici, merci de compléter l'article en donnant les références utiles à sa vérifiabilité et en les liant à la section « Notes et références ».
Le Ier Congrès du Parti communiste roumain fut la prèmiere conférence des communistes dans le Royaume de Roumanie, qui a eu lieu entre le 9 et 12 mai 1921 à Bucarest.
Le Congrès s'est terminé par l'arrestation au dernier moment de la plupart des membres ayant déclaré la affiliation à la Troisième Internationale.
Plus tard, pendant la période communiste, les autorités omettron la véritable fin du Congrès. En 1951, Gheorghe Gheorghiu-Dej, le Secrétaire Général du PCR, pétendra qu'en fin l'affiliation à l'Internationale a eu lieu le premier jour après le Congrès, le 13 mai. En réalité, à ce momment-là, la plupart des membres du parti étaient déjà arrêtés.